# پدر استو
پدر استو (به انگلیسی: Father Stu) یک فیلم زندگی‌نامه‌ای و درام محصول سال ۲۰۲۲ به نویسندگی و کارگردانی روزالیند راس در اولین کارگردانی خود است. در این فیلم مارک والبرگ در نقش استوارت لانگ، یک بوکسور که به یک کشیش کاتولیک تبدیل شده و از بیماری التهابی عضلانی رنج می‌برد، بازی می‌کند.

## داستان
این فیلم زندگی پدر استوارت لانگ را دنبال می‌کند، یک کشیش بوکسور که در طول سفر خود از خود ویرانگری تا رستگاری، الهام بخش افراد بی‌شماری بود.

## انتشار
این فیلم در تاریخ چهارشنبه، ۱۳ آوریل ۲۰۲۲ در سینماها اکران شد. در ابتدا قرار بود در روز جمعه، ۱۵ آوریل ۲۰۲۲ اکران شود.

## بازخورد
در وبگاه جمع‌آوری نقد راتن تومیتوز، ٪۴۳ از ۱۱۷ بررسی منتقدان مثبت است و میانگینِ امتیاز آن ۵٫۳/۱۰ است. اجماع این وبگاه چنین می‌نویسد: «مارک والبرگ در فیلم پدر استو سخت‌کوش است، اما برای این نقش مناسب نیست، موضوعی که با شیوهٔ پیش‌رفتنِ کورکورانهٔ فیلم مبتنی بر داستان واقعی آن ترکیب می‌شود.» این فیلم در متاکریتیک که از میانگین وزنی استفاده می‌کند، بر اساس نظر ۲۷ منتقدین امتیاز ۴۰ از ۱۰۰ را کسب کرده که نشان‌گر «نقدهای مختلط یا متوسط» است.